# Bangkok Bank Football Club
El Bangkok Bank Football Club (tailandès สโมสรฟุตบอลธนาคารกรุงเทพ) fou un club tailandès de futbol de la ciutat de Bangkok.

## Història
Fou un club semi-professional fundat l'any 1955 i que jugà a la lliga tailandesa. Fou un dels clubs més importants del país amb nombrosos campionats. El club era propietat del Bangkok Bank. L'any 2008 es dissolgué.

## Palmarès
- Lliga tailandesa de futbol: 
  - 1997

- Kor Royal Cup (ถ้วย ก.) : 
  - 1964, 1966, 1967 (compartit), 1981, 1984, 1986, 1994

- Copa tailandesa de futbol: 
  - 1980, 1981, 1998, 1999

- Queen's Cup de Tailàndia: 
  - 1970 ((compartit), 1983, 2000

- Khor Royal Cup (ถ้วย ค.) : 
  - 1964, 1966, 1967, 1969, 1970, 1981, 1984, 1986, 1989, 1994, 1996